# Llanybydder
Llanybydder is een plaats in Wales, in het bestuurlijke graafschap Carmarthenshire en in het ceremoniële behouden graafschap Dyfed. De plaats telt 1.423 inwoners.